# Глидер, Михаил Моисеевич
Михаи́л Моисе́евич Гли́дер (5 января 1900, Геническ, Таврическая губерния, Российская империя — 11 декабря 1967, Москва) — советский оператор, фронтовой кинооператор в годы Великой Отечественной войны. Заслуженный деятель искусств РСФСР (1961), лауреат двух Сталинских премий второй степени (1946) и третьей степени (1951).

## Биография
Родился в Геническе (ныне Херсонская область Украины). С 1913 по 1917 год работал учеником киномеханика, с начала 1918 года по декабрь 1923-го служил в Красной армии.
С 1923 по 1926 годы работал киномехаником в Харькове, фотографом в ателье в Киеве. В 1926—1933 годах — ассистент оператора, оператор на кинофабриках Одессы и Киева. С 1933 года — оператор на студии «Союзкинохроника» (с 1944 года — ЦСДФ).
Оператор киногрупп Дальневосточного военного округа (c сентября 1942 года), c апреля 1943 года снимал в партизанских отрядах. Оператор киногруппы 1-го Украинского фронта в 1944 году, в октябре того же года был назначен комиссаром 2-й Чехословацкой партизанской бригады.
После окончания войны работал на ЦСДФ, пока в 1952 году не был уволен со студии из-за того, что фильм «По Краснодарскому краю» не пришёлся И. В. Сталину по вкусу. Потребовалось вмешательство С. А. Ковпака, чтобы Глидера восстановили. Проработал на студии до 1963 года. Помимо фильмов является автором сюжетов для кинопериодики: «Боевой киносборник», «Искусство», «Наука и техника», «На страже СССР», «Новости дня», «Пионерия», «Союзкиножурнал».
Член ВКП(б) с 1944 года, член Союза кинематографистов СССР с 1957 года.
Автор книги воспоминаний об истории партизан Украины и Словакии «С киноаппаратом в тылу врага» (1946).

Я снимал лесной бой, и снова испытал большую досаду. В глазок аппарата я видел то, что мог увидеть будущий зритель. Однако это было очень мало. Верхушки деревьев падали как бы сами по себе. Полёта пуль, конечно, видно не было. Я мог запечатлеть только отдельные перебежки. Впечатления боя, который я наблюдал глазами, отрываясь от аппарата, не получалось.
— из книги «Плачьте, но снимайте! Советская фронтовая кинохроника 1941–1945 гг.» 2018
Скончался 11 декабря 1967 года в Москве. Похоронен в колумбарии Новодевичьего кладбища.

### Семья
- Дочь — Галина Михайловна Глидер, ассистент режиссёра ЦСДФ[3].

## Фильмография
- 1931 — Музыкальная олимпиада (совместно с Штро)
- 1931 — По Ойротии (совместно с М. Слуцким)
- 1932 — Дворец Советов
- 1932 — Иван (совместно с Д. Демуцким, Ю. Екельчиком)
- 1933 — Жить зажиточно (совместно с Б. Макасеевым)
- 1933 — Ленин с нами
- 1934 — Высота 22 тысячи / Стратостат (совместно с Р. Карменом, Б. Макасеевым, Б. Небылицким, Н. Самгиным, Б. Цейтлиным)
- 1934 — Комсомольск
- 1934 — Лю-Фу
- 1934 — О нанайце с реки Тунгуски / Нанаец с реки Тунгуски
- 1935 — Биробиджан
- 1935 — Город юности
- 1935 — Кавалеристы (совместно с Д. Рымаревым, Н. Степановым, В. Соловьёвым, С. Гусевым, Н. Вихиревым)
- 1935 — По Казахстану (в соавторстве)
- 1935 — Рассказ о рыбной ловле
- 1935 — Славное пополнение
- 1936 — X съезд комсомола (в соавторстве)
- 1936 — Рабоче-крестьянская
- 1936 — С Новым годом! (в соавторстве)
- 1937 — Будем как Ленин
- 1937 — Здравствуй Новый год! / С Новым годом! (в соавторстве)
- 1937 — Московская орденоносная (совместно с М. Ошурковым, Э. Тросманом, П. Лампрехтом)
- 1937 — Обыкновенная женщина
- 1937 — Приятного аппетита
- 1937 — Чудесный костёр
- 1938 — В советских субтропиках
- 1938 — Горняки (совместно с Э. Гросманом, С. Семёновым, П. Лампрехтом)
- 1938 — Наша Москва (совместно с М. Кауфманом, А. Сологубовым, Б. Небылицким)
- 1938 — С Новым годом!
- 1939 — Будем как Ленин (совместно с Б. Макасеевым, Б. Шером)
- 1939 — Дворец Советов (в соавторстве)
- 1939 — Сергей Миронович Киров (совместно с А. Лебедевым)
- 1940 — Всесоюзная сельскохозяйственная выставка (совместно с О. Рейзман)
- 1940 — По Казахстану (совместно с Я. Славиным, В. Доброницким)
- 1941 — Мы с вами, боевые товарищи (совместно с К. Кутуб-заде)[6]
- 1941 — Наша Москва (в Боевом киносборнике № 5) (совместно с И. Беляковым, И. Вейнеровичем, К. Кутуб-заде, О. Рейзман, В. Соловьёвым, В. Фроленко)
- 1941 — Полный вперёд!
- 1941 — После работы
- 1941 — Слово большевика
- 1941 — Трудовые резервы
- 1943 — Битва за нашу Советскую Украину (в соавторстве)
- 1943 — Народные мстители (в соавторстве)
- 1944 — Конвоирование военнопленных немцев через Москву (в соавторстве)
- 1945 — XXVIII Октябрь (в соавторстве)
- 1945 — Битва за правобережную Украину
- 1945 — Освобождённая Чехословакия (совместно с В. Доброницким, А. Кричевским, А. Лебедевым, М. Ошурковым)
- 1945 — Парад Победы (чёрно-белый; в соавторстве)
- 1945 — Первомайский парад в Москве (в соавторстве)
- 1945 — Победа на правобережной Украине (в соавторстве)
- 1946 — 1 мая (чёрно-белый; в соавторстве)
- 1946 — Земля родная (в соавторстве)
- 1946 — Кандидат в Верховный Совет СССР Л. Леонов
- 1946 — Наш кандидат О. Ф. Леонова
- 1946 — Наш кандидат — президент АН СССР С. Вавилов
- 1947 — День победившей страны (в соавторстве)
- 1947 — Первое Мая (цветн.; в соавторстве)
- 1947 — Румыния (в соавторстве)
- 1948 — 1 Мая (цветн.; в соавторстве)
- 1948 — День воздушного флота СССР (в соавторстве)
- 1949 — XXXII Октябрь (в соавторстве)
- 1949 — 1 Мая (цветн.; в соавторстве)
- 1949 — Обновление земли (совместно с С. Киселёвым, С. Ураловым, З. Фельдманом, В. Штатландом)
- 1949 — Полярная звезда (совместно с Н. Рядовым)
- 1949 — Посланцы молодости (в соавторстве)
- 1950 — Мастера шёлковых тканей (в соавторстве)[7]
- 1950 — Первое Мая 1950 года в Москве (в соавторстве)
- 1950 — Советский Узбекистан (в соавторстве)
- 1951 — 1 Мая 1951 года (в соавторстве)
- 1951 — Дело мира победить (в соавторстве)
- 1952 — По Краснодарскому краю (запрещён; совместно с З. Фельдманом, А. Шафраном)
- 1952 — Советская Якутия (совместно с Е. Мухиным, Н. Соловьёвым)
- 1955 — Международные соревнования легкоатлетов (в соавторстве)
- 1955 — Мургабский оазис (в соавторстве)
- 1956 — За дружбу и сотрудничество (в соавторстве)
- 1956 — Посланцы великого народа (совместно с Н. Вихиревым, А. Кричевским, Л. Максимовым, П. Опрышко, М. Поповой, К. Пискарёвым)[8]
- 1957 — Встречи с солнцем (совместно с М. Прудниковым, М. Киселёвым, А. Истоминым)[9]
- 1957 — Мы подружились в Москве (в соавторстве)
- 1958 — Праздник мужества (в соавторстве)
- 1958 — Сергей Эйзенштейн[10]
- 1959 — Академия им. Ленина
- 1959 — Больше квартир
- 1959 — День нашей жизни (в соавторстве)
- 1959 — По дорогам Румынии (в соавторстве)
- 1959 — Пора большого новоселья (совместно с С. Медынским, Б. Небылицким, М. Прудниковым, Д. Рымаревым)[11]
- 1959 — Раскопки в Кремле
- 1959 — Салом, Москва! (в соавторстве)
- 1959 — Строительство Дворца Советов
- 1959 — Шагай, семилетка (совместно с А. Кричевским, А. Сёминым)[12]
- 1960 — 43-й Октябрь (в соавторстве)
- 1960 — Кино для детей
- 1960 — Программа КПСС
- 1963 — Москва первомайская (в соавторстве)
- 1966 — И вспомнил партизан… (в соавторстве)
- 1966 — Сокровищница ленинизма (в соавторстве)

## Награды и звания
- Чехословацкий Военный крест (1939)
- медаль «Партизану Отечественной войны» II степени (1943)
- орден Отечественной войны I степени (1944)
- медаль «Партизану Отечественной войны» II степени (1944)
- Сталинская премия второй степени (1946) — за фильм «Народные мстители» (1943)
- орден Красной Звезды (8 мая 1945)
- медаль «За победу над Германией в Великой Отечественной войне 1941—1945 гг.» (1945)
- медаль «Партизану Отечественной войны» I степени (1945)
- Чехословацкий Военный крест (1945)
- медаль «За храбрость перед врагом» (Чехословакия; 1945)
- орден Труда (Румыния; 1947)
- Чехословацкий Военный крест (1949)
- Сталинская премия третьей степени (1951) — за фильм «Обновление земли» (1949)
- Чехословацкий Военный крест (1955)
- заслуженный деятель искусств РСФСР (1960)[13].
- Нагрудный знак Партизана (Чехословакия; 1962)
- Нагрудный знак Партизана (Чехословакия; 1964)
- орден Словацкого национального восстания I степени (1965)[3]

## Комментарии
1. ↑  По другим сведениям был уволен в феврале 1953 года.